# Oldtimer Festival

Veranstaltungslogo

Das Oldtimer Festival war ein Motorsportwettbewerb, der von 1983 bis 2010 vom Düsseldorfer Automobil- und Motorsport-Club 05 auf dem Nürburgring veranstaltet wurde.
Der offizielle Titel lautete Internationales Oldtimer Festival um den „Jan-Wellem-Pokal“ auf dem Nürburgring, umgangssprachlich wurde die Veranstaltung auch „Jan Wellem“ genannt.

## Veranstaltungscharakter

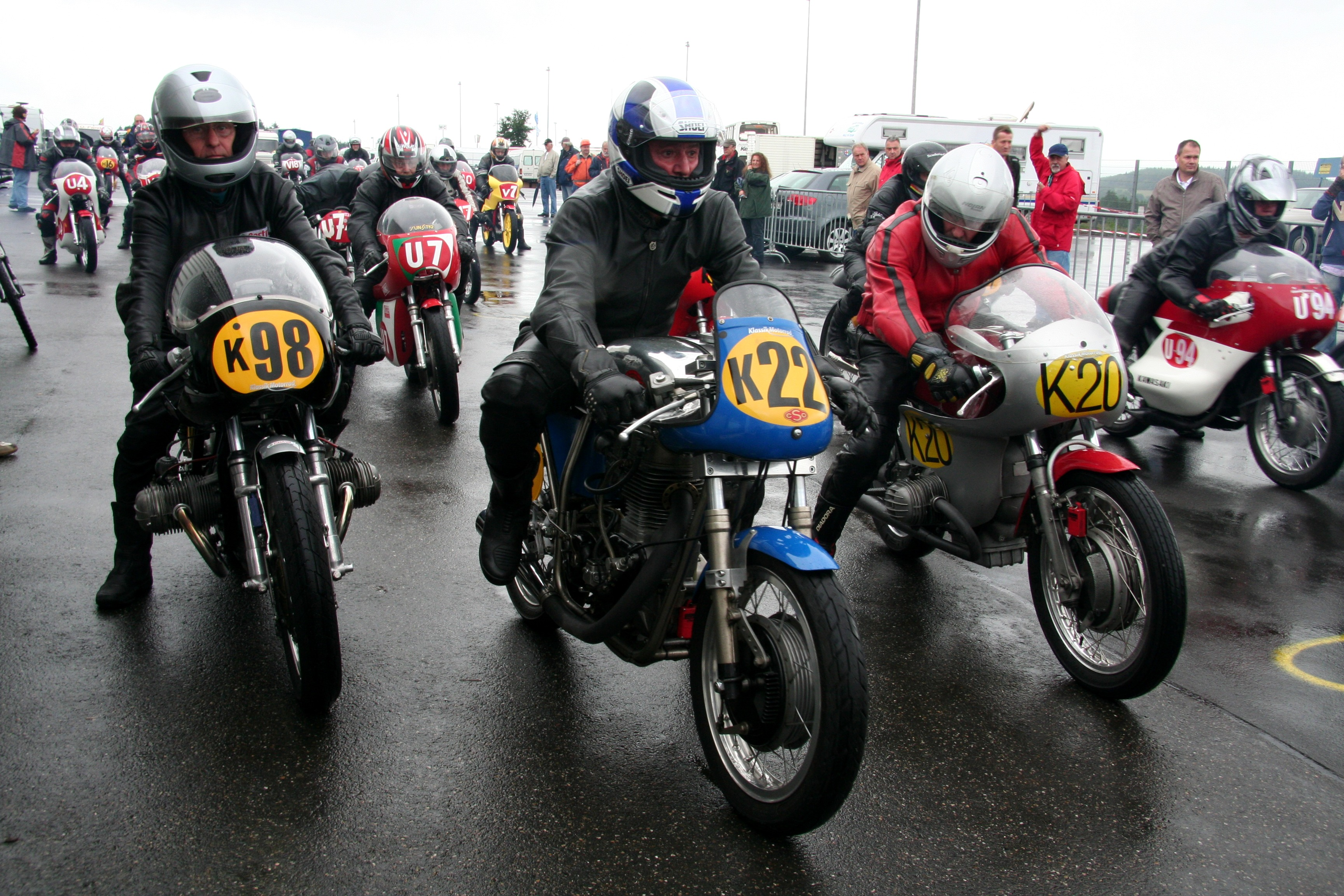
2007 beim Oldtimer Festival des DAMC 05 beim Vorstart im neuen Fahrerlager des Nürburgrings

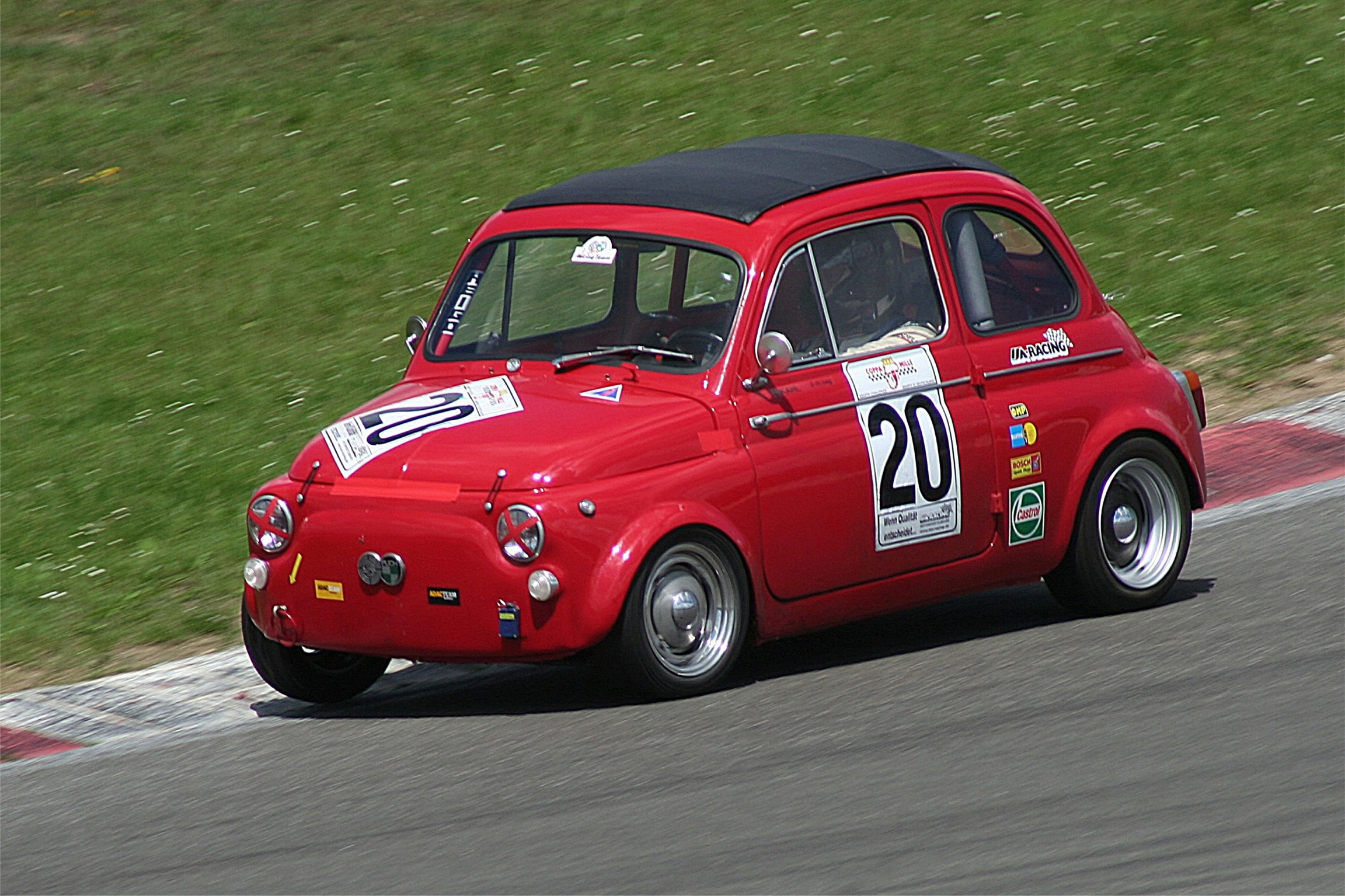
2008 Steyr-Puch 650TR beim Lauf „Kampf der Zwerge“

Das Oldtimer Festival war eine dreitägige Rennsportveranstaltung für historische Automobile, Motorräder und Seitenwagengespanne.
Die Veranstaltung wurde von den Oldtimerklassen der Nachkriegsjahre bis zu den Youngtimern geprägt. Es wurden Fahrzeuge im Rennbetrieb präsentiert, die viele Zuschauer mit ihrer Jugend verbinden. Das Fahrerlager war für alle Zuschauer geöffnet und ermöglichte den direkten Kontakt zu den Rennteilnehmern. Um die jeweils typische Szene darzustellen, war das Fahrerlager thematisch nach den Rennserien und Clubs geordnet.
In den Automobilklassen wurden nach dem DMSB-Rundstrecken-Reglement vorwiegend „echte Rennen“ gefahren.
Die historischen Motorräder und Gespanne starteten dagegen durchgängig in Gleichmäßigkeitsläufen nach dem DMSB-Reglement für Gleichmäßigkeitsläufe. Gleichmäßigkeitsläufe sind nicht auf die Erzielung von Höchstgeschwindigkeiten ausgelegt und schonen das historische Fahrzeugmaterial.
Letzte gemischte Rennsportveranstaltung
Bis in die 1970er-Jahre waren gemischte Veranstaltungen mit Automobil- und Motorradrennen noch häufig anzutreffen.
Infolge der Sicherheitsdiskussionen und der einhergehenden Verschärfungen in den Streckensicherungsauflagen wurde es für die Veranstalter aber immer schwieriger und teurer, gemischte Veranstaltungen zu organisieren. Das Oldtimer Festival war die letzte deutsche große Rennsportveranstaltung dieser Art mit der Genehmigung des Dachverbandes DMSB.

## Geschichte

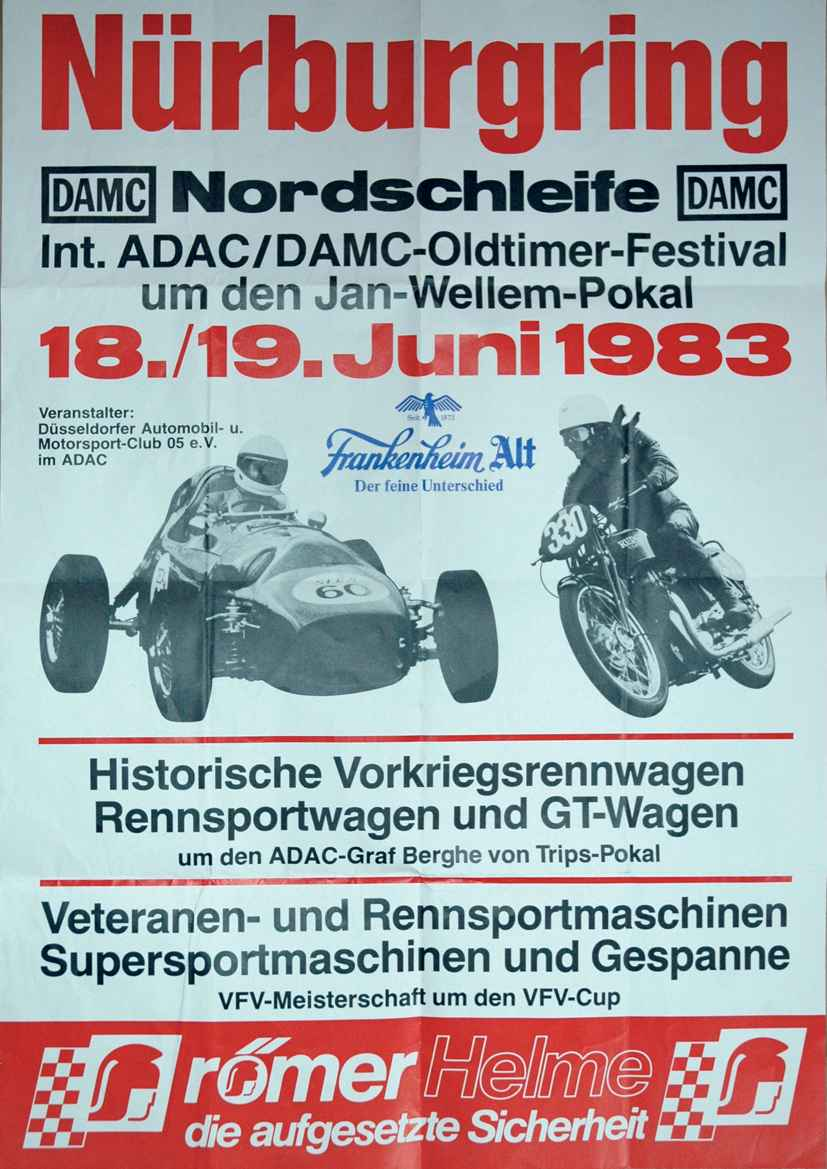
Plakat des 1. Oldtimer Festival 1983

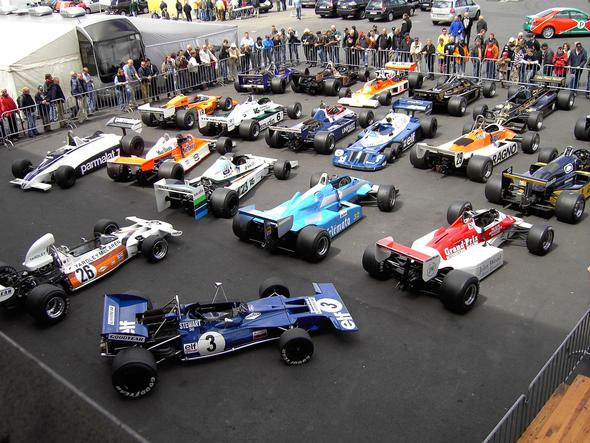
1995 Historische Formel 1 im Parc fermé

Bis 1982 veranstaltete der DAMC 05 auf dem Nürburgring das „Rundstreckenrennen um den Jan-Wellem-Pokal“. Bei dieser Rundstreckenveranstaltung starteten noch „moderne“ und historische Fahrzeuge.
1983 fand während des Neubaus der Grand-Prix-Strecke das erste „reine“ Oldtimer Festival auf der Nordschleife des Nürburgrings statt. Es starteten nicht nur historische Automobile, sondern auch Motorräder und Seitenwagengespanne.
1984 gehörte das Oldtimer Festival zu den Eröffnungsveranstaltungen der neuen Grand-Prix-Strecke des Nürburgrings. Die Veranstaltung wurde auf drei Tage ausgedehnt.
1990 veranstaltete der DAMC 05 mit dem ADMV im Rahmen des Oldtimer Festivals die ersten Läufe der DDR-Meisterschaften der Formel Easter und der Trabanten in der Bundesrepublik Deutschland.
1995 startete die historische „Formel-1“-Meisterschaft der FIA.
2002, am So. 07. Juli, ereignete sich während eines Laufs der Fahrergemeinschaft Historischer Rennsport (FHR) ein tödlicher Unfall. Der in der Szene bekannte  MG -Spezialist und -Restaurator Karl-Heinz Deusch aus  Seelbach/Schwarzwald verlor in der Ford-Kurve die Kontrolle über seinen  MG J1/2. Das Auto überschlug sich daraufhin und Karl-Heinz Deusch zog sich dabei tödliche Verletzungen zu.
2008 fand das Oldtimer Festival letztmals im Sommer statt.
2009 fiel die Veranstaltung wegen Terminkollisionen im Oldtimer-Kalender aus.
2010 fand das 27. Oldtimer Festival vom 10. bis 12. September 2010 wieder auf dem Nürburgring statt. Im Rahmen des Oldtimer Festivals 2010 wurden die Tradition und der Name des ADAC-1000-km-Rennens fortgeführt. Gegenüber den Vorjahren war es 2010 jedoch eine Veranstaltung mit älteren Fahrzeugen und erhielt daher den Zusatz „classic“.
Starter waren bekannte Fahrer wie Daniel Schrey, Frank Schmickler, Patrick Simon, Olaf Manthey, Roland Asch, Claudia Hürtgen und Peter Oberndorfer. Es siegten Daniel Schrey und Wolfgang Pohl auf einem Porsche Carrera RS.
2011 Zusammenschluss mit Eifelrennen
Seit 2011 wurde vom Veranstalter des Oldtimer Festivals, dem Düsseldorfer ADAC-Ortsclub DAMC 05, das ADAC Eifelrennen um den „Jan-Wellem-Pokal“ ausgerichtet. Wie beim Oldtimer Festival starteten beim Eifelrennen erstmals wieder Automobile und Motorräder.

## Jan-Wellem-Pokal
Der Jan-Wellem-Pokal ist nach dem in Düsseldorf im Volksmund „Jan Wellem“ genannten Johann Wilhelm von Pfalz-Neuburg (1658–1716), Kurfürst von der Pfalz, benannt.
Bei den Automobilen wird dieser Preis dem Sieger mit dem größten Abstand zum Zweitplatzierten überreicht.
Da die historischen Motorräder und Gespanne nach dem DMSB-Reglement für Gleichmäßigkeitsläufe starten, erhält hier der „Gleichmäßigste“ aller Klassen den Jan-Wellem-Pokal.